# ふところ餅
ふところ餅（ふところもち）とは、和菓子のひとつで知多半島の名物として知られる。米粉と砂糖を湯で練り、棒状に延ばしてから、一口大に切った菓子。この餅を懐に入れて、野良仕事をしたことから名付けられた（簡単に取り出せて、すぐに食べられ、一口大なので邪魔にならない）。